# Krameria grayi
Krameria grayi är en tvåhjärtbladig växtart som beskrevs av Rose & Painter. Krameria grayi ingår i släktet Krameria och familjen Krameriaceae. Inga underarter finns listade i Catalogue of Life.